# Histiozytose

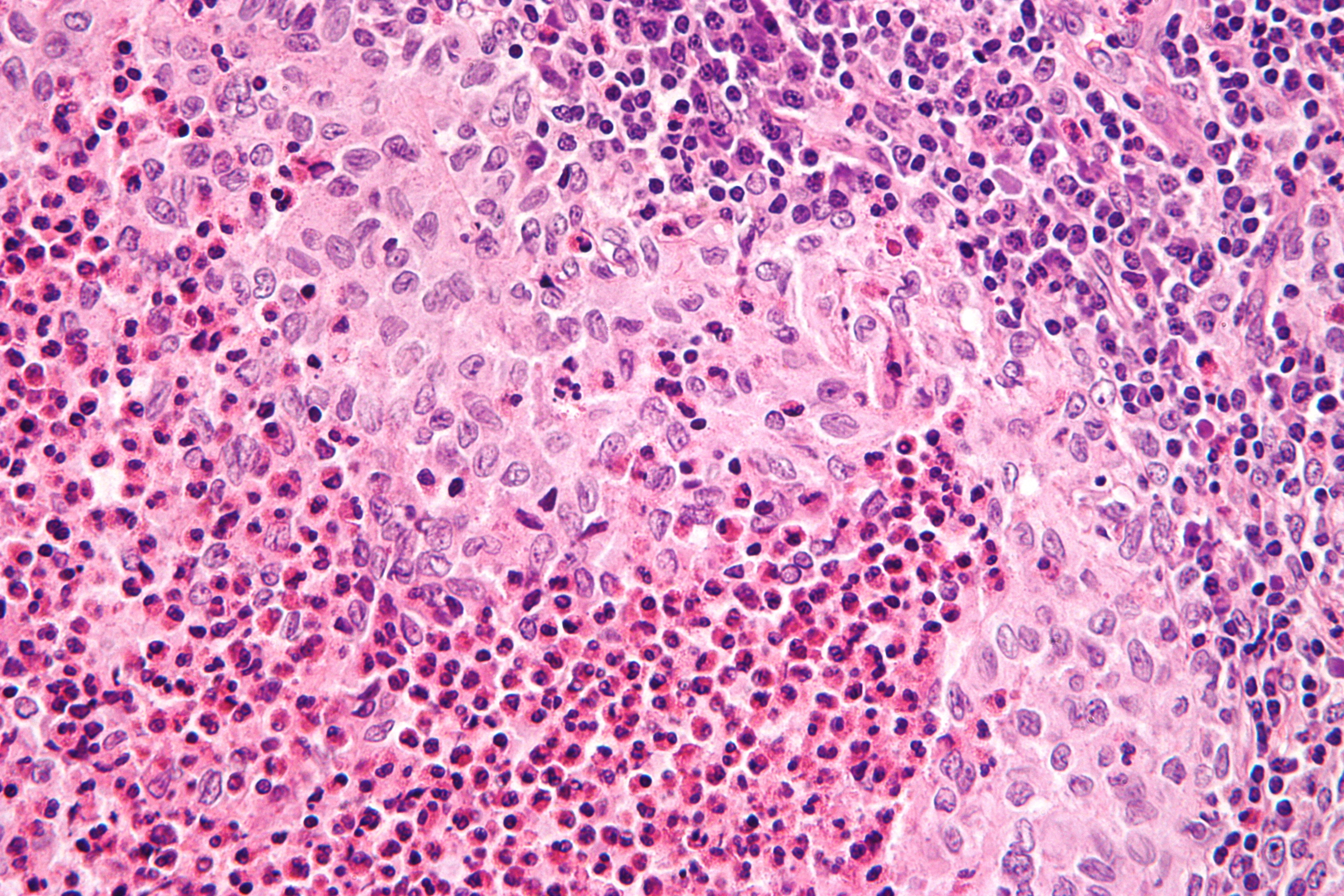
Mikrofoto von Langerhans-Zell-Histiozytose, eine Histiozytose. HE-Färbung.

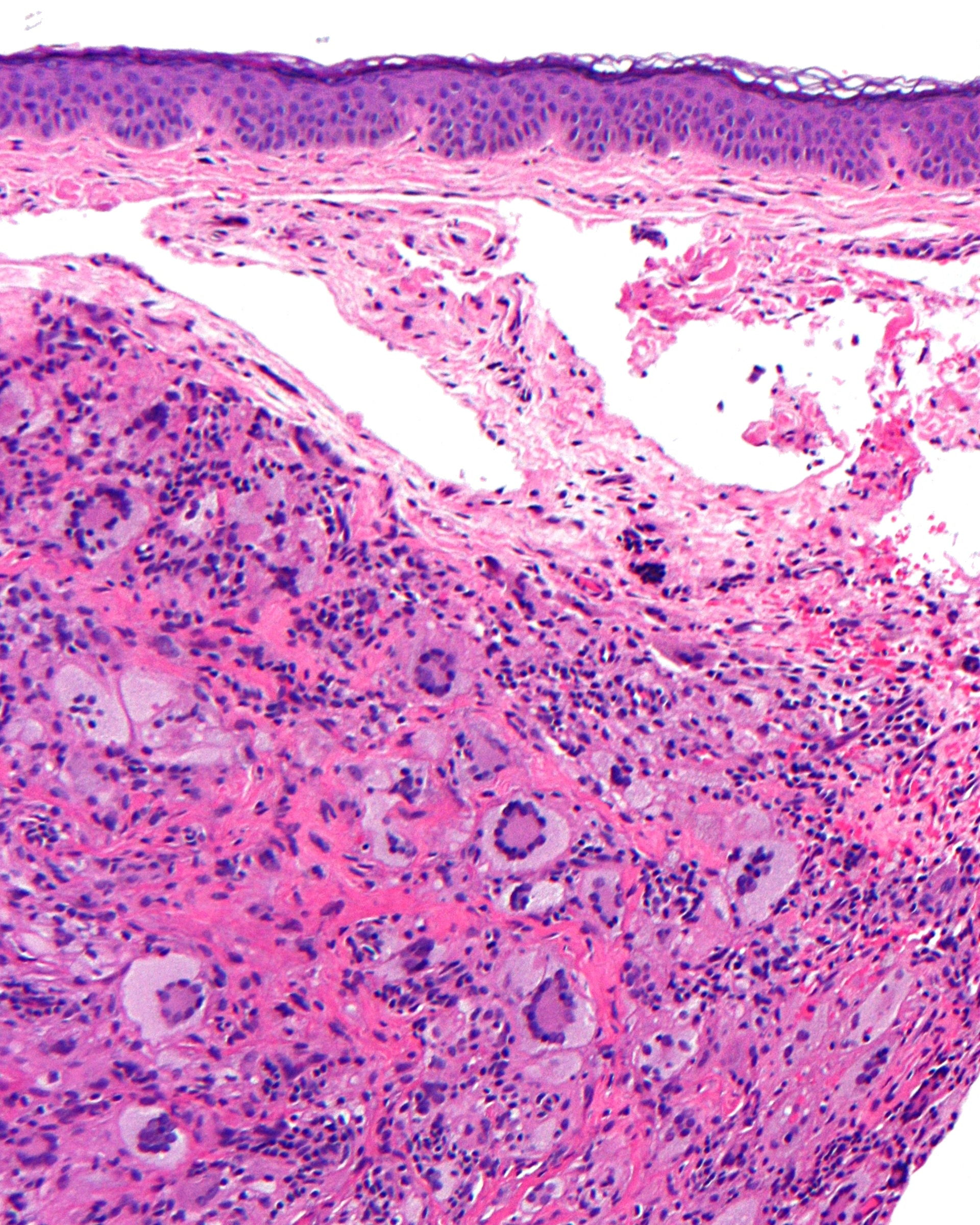
Mikrofoto eines juvenilen Xanthogranuloms, einer Nicht-Langerhans-Zell-Histiozytose. HE-Färbung.

Die Histiozytosen sind eine heterogene Gruppe seltener Erkrankungen mit tumorähnlichen Läsionen, die durch eine abnorm hohe Zahl (Proliferation) an histiozytären Zellen charakterisiert sind.

## Vorkommen und Häufigkeit
Die Häufigkeit wird mit 1 zu 200.000 Neugeborenen angegeben. Während die Erkrankung auch erst beim Erwachsenen auftreten kann, werden die meisten bereits im Kindesalter diagnostiziert.
Gemäß dem Deutschen Kinderkrebsregister beträgt die Häufigkeit 1–2 auf 1 Mio. Neugeborene. Das männliche Geschlecht ist etwas häufiger betroffen.

## Einteilung
Die Weltgesundheitsorganisation unterscheidet drei Formen:
- I Langerhans-Zell-Histiozytose (LCH)[4] Bestimmte Formen wurden bezeichnet als
  - Eosinophiles Granulom, Synonym: chronische und lokalisierte Langerhans-Zell-Histiozytose[5]
  - Hand-Schüller-Christian-Syndrom, Synonyme: chronische und multifokale Langerhans-Zell-Histiozytose; Granulom, eosinophiles multifokales
  - "Letterer-Siwe Krankheit", Synonym: akute und disseminierte Langerhans-Zell-Histiozytose[6]

- II
  - Juveniles Xanthogranulom (JXG)
  - Hämophagozytische Lymphohistiozytose (HLH)[7]
  - Niemann-Pick-Krankheit
  - Seeblaue Histiozytose[8]
  - Erdheim-Chester-Erkrankung

- III
  - Akute monozytische Leukämie
  - Maligne Histiozytose

Weitere Formen sind:
- Rosai-Dorfman-Erkrankung, Synonym: Sinushistiozytose mit massiver Lymphadenopathie[9]
- Hashimoto-Pritzker-Syndrom, Synonym: kongenitale Langerhans-Zell-Histiozytose[10]
- Pulmonale Langerhans-Zell-Histiozytose des Erwachsenen, Synonym: Pulmonale Histiozytose X[11]

- Gruppe der Nicht-Langerhans-Zell-Histiozytosen
  - Histiozytose der indeterminierten Zelle[12]
  - Benigne zephale Histiozytose[13]
  - Generalisierte eruptive Histiozytose[14]
  - Hereditäre muzinöse progressive Histiozytose[15]
  - Noduläre progressive Histiozytose[16]
  - Primäres kutanes anaplastisches großzelliges Lymphom, Synonym: Regressive atypische Histiozytose[17]
  - Multizentrische Retikulohistiozytose[18]

## Tiermedizin
Beim Hund spielt die Maligne Histiozytose eine Rolle.